# Liste der denkmalgeschützten Objekte in Eidenberg
Die Liste der denkmalgeschützten Objekte in Eidenberg enthält das denkmalgeschützte, unbewegliche Objekt der Gemeinde Eidenberg in Oberösterreich (Bezirk Urfahr-Umgebung).

## Denkmäler
| Foto |                 | Denkmal                                                                               | Standort                            | Beschreibung | Metadaten |
| ---- | --------------- | ------------------------------------------------------------------------------------- | ----------------------------------- | --- | --- |
| ja   | Datei hochladen | Sog. Neues Schloss mit Filialkirche Göttlicher Heiland HERIS-ID: 5198 Objekt-ID: 1060 | Kirchenweg 2 Standort KG: Eidenberg | Die vierflügelige Anlage dient bis heute als Meierhof des Stiftes Wilhering und umfasst eine Kirche, einen Kindergarten und ein Pfarrheim. Die Anlage wurde zwischen der zweiten Hälfte des 16. und der ersten Hälfte des 17. Jahrhunderts errichtet und in der Folge mehrfach umgebaut. | BDA-Hist.: Q37753861 Status: § 2a Stand der BDA-Liste: 2025-06-30 Name: Sog. Neues Schloss mit Filialkirche Göttlicher Heiland GstNr.: .46 Neues Schloss (Eidenberg) |